# Eurotas (genus)
Eurotas is een geslacht van wantsen uit de familie van de Miridae (blindwantsen). Het geslacht werd voor het eerst wetenschappelijk beschreven door William Lucas Distant in 1884.

## Soorten
Het genus bevat de volgende soorten:

- Eurotas brasilianus Carvalho & Wallerstein, 1975
- Eurotas nodosus Distant, 1884
- Eurotas reinhardti Carvalho, 1988